# Südfriedhof Sontheim
Der Südfriedhof Sontheim ist ein Friedhof im Heilbronner Stadtteil Sontheim und einer der größten Friedhöfe der Stadt. Er wurde 1909 eröffnet und hat durch die Ehrenfelder mit Gräbern von gefallenen Soldaten, Zivilopfern des Luftkriegs, Fremdarbeitern und KZ-Häftlingen geschichtliche Bedeutung.

## Geschichte
Der Friedhof wurde 1909 als Ersatz für den zu klein gewordenen Alten Friedhof der damals noch selbstständigen Gemeinde Sontheim östlich außerhalb des Ortes angelegt. Sein heutiger Name Südfriedhof bezieht sich auf die Lage innerhalb der Gesamtstadt Heilbronn, wohin Sontheim 1938 eingemeindet wurde und innerhalb derer der Friedhof im äußersten Süden liegt. 
Der Friedhof hatte ursprünglich die Fläche eines Parallelogramms, in dessen nordwestlicher, dem Ort zugewandten Ecke sich der Haupteingang befindet. Eine Lindenallee verbindet den Haupteingang mit der Friedhofskapelle. Der Friedhof wurde mehrfach nach Osten erweitert und erreichte 1987 seine heutige Größe von 4,4 Hektar. Das einst am Haupteingang befindliche Sontheimer Kreuz des örtlichen Bildhauers Julius Bindereif von 1912 wurde später in die Mitte des Friedhofs versetzt.
Ein eigenes kleines Ehrenfeld mit besonderen Gedenksteinen ist acht gefallenen Soldaten des Ersten Weltkriegs gewidmet. Die Namen aller im Ersten Weltkrieg gefallener Sontheimer Soldaten wurden in der zum Kriegerdenkmal umgebauten Kapelle des Alten Friedhofs angebracht. Ein weiteres Ehrenfeld wurde für 22 während des Kriegsdienstes im Zweiten Weltkrieg gefallene Sontheimer angelegt. Schließlich wurden auch noch 24 durch Luftangriffe in Sontheim getötete Zivilpersonen in einem Ehrenfeld bestattet.
Von besonderer Bedeutung ist ein Ehrenfeld mit den sterblichen Überresten von 62 größtenteils zwischen 1939 und 1945, aber teils auch noch später in Sontheim verstorbenen Ukrainern, denen von Landsleuten ein auffälliges Denkmal errichtet wurde. In diese Sonderabteilung wurden auch die sterblichen Überreste von 93 russischen Kriegsgefangenen, Fremdarbeitern und einigen Häftlingen des KZ Neckargartach umgebettet, die ursprünglich im Jüdischen Friedhof bestattet worden waren.
Eine weitere Sonderabteilung bestand außerdem für 24 französische Patrioten, die im August 1944 nach dem Urteil eines Kriegsgerichts erschossen und in Sontheim beigesetzt worden waren. Das Ehrengrab wurde unmittelbar nach Kriegsende eingerichtet. Die Toten, unter ihnen Gabriel Romon, wurden jedoch 1947 nach Frankreich überführt, so dass die Sonderabteilung wieder aufgehoben wurde.

## Persönlichkeiten
Zu den im Südfriedhof Sontheim bestatteten Persönlichkeiten zählen u. a.:
- Helmut Schoepke (1903–1996), Lyriker
- Albert Großhans (1907–2005), langjähriger Stadtrat (SPD) und Ehrenbürger Heilbronns